# Regno della Middle Anglia

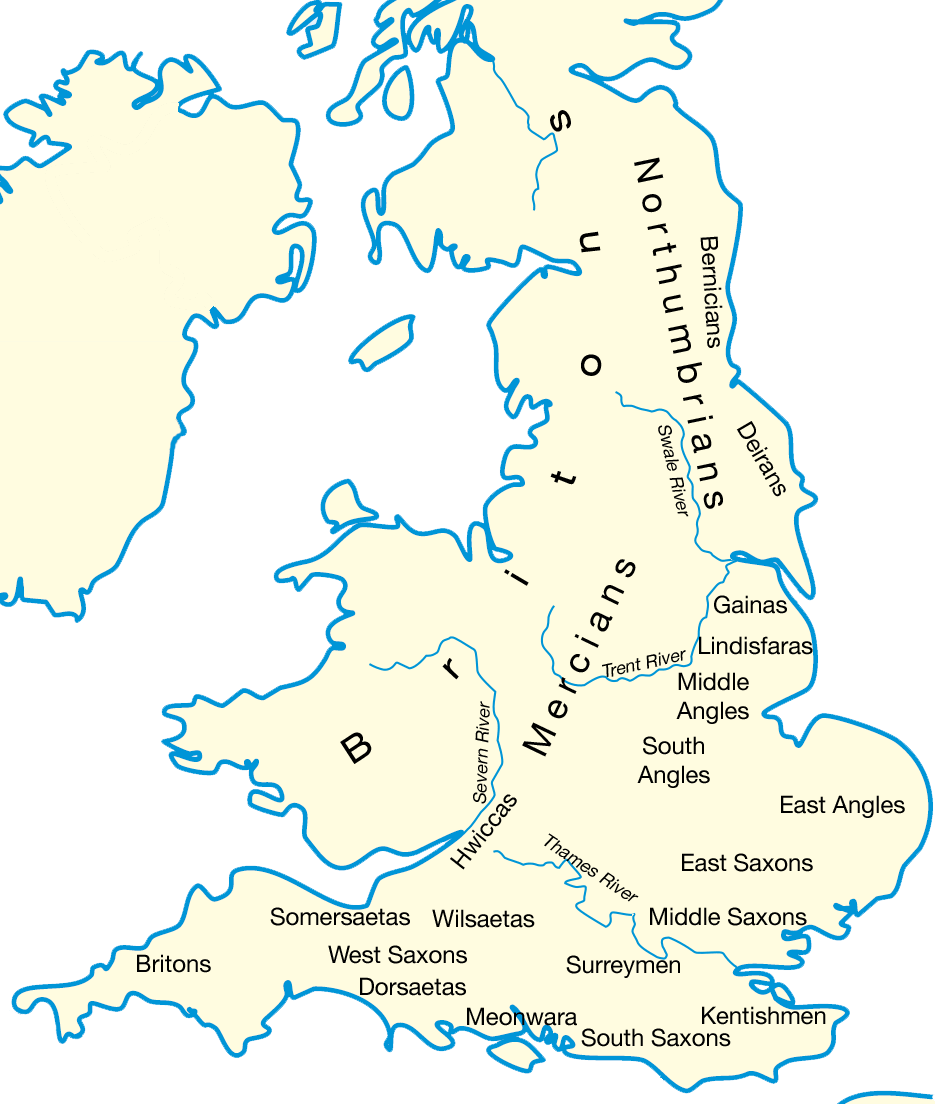
Posizione degli Angli Centrali attorno al 600.

Gli Angli Centrali erano un importante gruppo etnico o culturale all'interno del più grande regno di Mercia nell'Inghilterra anglosassone.
È probabile che gli Angli irruppero nelle Midlands dall'Anglia orientale e dal Wash agli inizi del VI secolo. Il loro territorio ruotava attorno agli odierni Leicestershire ed East Staffordshire, ma comunque è probabile che si estendesse fino al Cambridgeshire e alle Chiltern Hill. Questa collocazione dette loro un importante posizione strategica grazie a cui controllavano importanti vie di comunicazione, la Watling Street, la Fosse Way e il fiume Trent, insieme ai suoi tributari, il Tame e Soar. Furono incorporati nel regno di Mercia probabilmente prima di Penda (ca. 626-655), che pose a capo di questi il figlio Peada, facendo della Middle Anglia un sub-regno della Mercia. Il Cristianesimo, secondo Beda, giunse con dei missionari nel 653, dopo il matrimonio tra Peada e la figlia del re cristiano della Northumbria Oswiu. Tra i quattro missionari c'era San Cedda. Dopo la disfatta e la morte di Penda nel 655] e l'assassinio di Peada nel 656 su istigazione della moglie northumbriana, Oswiu prese il controllo della Mercia, nominando il missionario irlandese Diuma  vescovo della Middle Anglia e della Mercia. Il successore di Diuma, che sembra essere morto tra gli Angli Centrali, Ceollach, un altro missionario irlandese, tornò in patria poco dopo la sua nomina per ragioni che Beda non specifica. A lui successero di seguito Trumhere e Jaruman.
Wulfhere, un altro figlio di Penda, mantenne il centro del suo regno a Tamworth, nella Middle Anglia. Nel 669, dopo la morte di Jaruman, egli chiese all'arcivescovo di Canterbury di mandare un vescovo, che fu Chad, fratello di Cedd. Secondo Beda fu nominato vescovo di Mercia e Lindsey, cosa che indicherebbe come gli Angli Centrali fossero compresi tra i Merciani. Il territorio della Middle Anglia rimase il centro politico ed ecclesiastico della Mercia, raggiungendo l'apice di questa posizione con re Offa (757-796), che regnò su gran parte dell'Inghilterra da Tamworth.  